# Electrophorus
Genre
Electrophorus est un genre de poissons « électriques » d'eau douce rencontré dans le nord de l'Amérique du Sud, du bassin de l'Orénoque à celui de l'Amazone.
E. electricus, communément appelée Anguille électrique, a longtemps été considérée comme la seule espèce du genre Electrophorus, jusqu'à ce qu'une étude publiée en 2019 révèle l'existence de deux autres espèces, E. voltai et E. varii, qui se différencient d'E. electricus par des caractères morphologiques, génétiques et écologiques.
Ces trois espèces ne sont pas de vraies anguilles (de la famille des Anguillidae).

## Trois espèces plutôt qu'une...

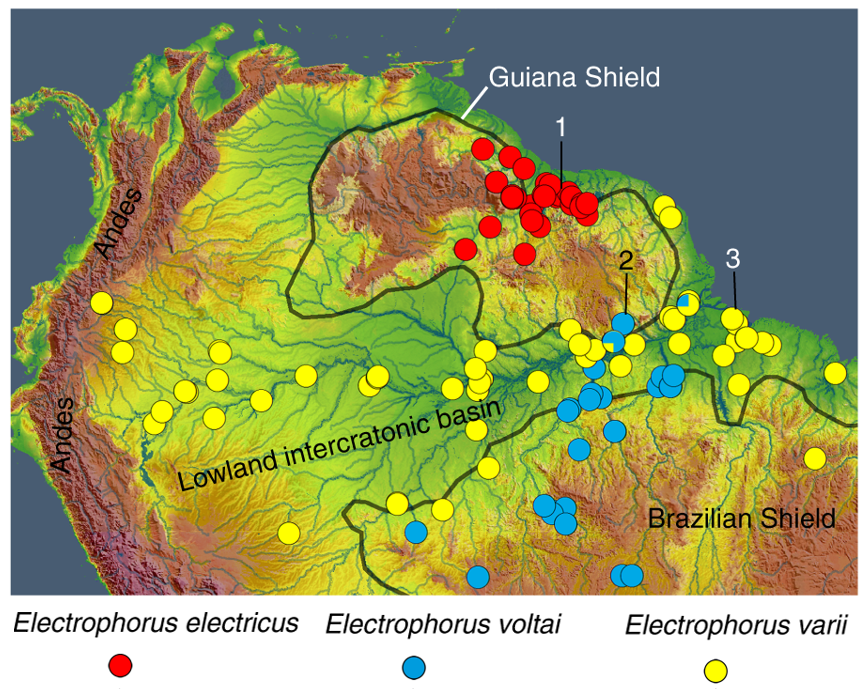
Carte du nord de l'Amérique du sud avec répartition de spécimens de 3 espèces d'anguilles électriques

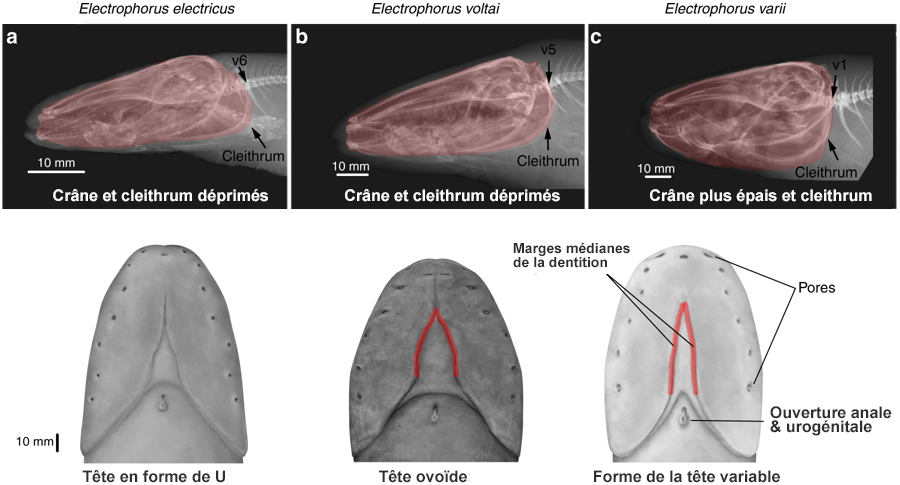
Différences morphologiques internes et externes, permettant de différencier les trois espèces d'"anguilles électriques" aujourd'hui décrites (alors qu'on pensait autrefois qu'il n'existait qu'une espèce)

Une étude portant sur 107 « anguilles » venant du Brésil, du Suriname, du Guyana et de Guyane et publiée en 2019 dans Nature Communications a montré que l’« anguille électrique » n'était pas une seule espèce mais un groupe de plusieurs espèces différentes. Outre des analyses d'ADN les structures internes, corporelles et osseuses ont été examinées. En croisant ces données à la cartographie de leurs provenances, trois groupes génétiquement différents, correspondant à trois régions géographiques différentes ont été identifiés : 
- Electrophorus electricus, dont les habitats sont situés au nord (Guyane et Suriname essentiellement) ;
- Electrophorus varii, trouvée dans diverses zones des basses terres du bassin amazonien (nord du Brésil surtout) ;
- Electrophorus voltai, qui vit plus au sud (au Brésil), dont le crâne est moins aplati.

La force des chocs électriques de ces 3 espèces a été mesurée, montrant que E. voltai délivre des chocs atteignant 860 volts, soit beaucoup plus que le record précédent de 650 volts. Ces espèces pourraient avoir divergé il y a plus de 3 millions d'années lors de l'apparition de la grande plaine inondable qui donnera l'Amazonie. En 2019 on ignore si ces groupes sont encore capables ou non de produire des hybrides si on leur en donnait l’occasion.

## Liste des espèces
- Electrophorus electricus (Linnaeus, 1766)
- Electrophorus varii
- Electrophorus voltai